# Neck de Sceautres
Le neck de Sceautres  est un piton basaltique dominant le village de Sceautres dans le massif du Coiron dans le département de l'Ardèche.

## Géologie
Le neck de Sceautres est un culot basaltique résultant d'une éruption datant de 8 millions d'années. Dégagé par l'érosion, il s'élève de 150 mètres au-dessus de la vallée. De forme ovoïde, il est entouré à sa base par une gaine de cendres, de brèches et de lapilli d'une épaisseur variable allant jusqu'à 50 mètres. C'est dans ces produits de projection que la rivière a creusé son lit.
L'éruption était de type strombolien puis a été suivie d'autres de type hawaïeen.

Vue panoramique du sommet du neck.